# Rudolf Ramek

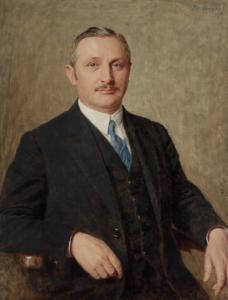
Rudolf Ramek

Rudolf Ramek (Teschen, 12 april 1881 – Wenen, 24 juli 1941) was een Oostenrijks politicus.

## Biografie

### Opleiding en vroege carrière
Rudolf Ramek werd op 12 april 1881 in Teschen (Cieszyn) dat tegenwoordig gelegen is in Tsjechië. Hij bezocht het gymnasium in zijn geboortestad en studeerde rechten aan de Universiteit van Wenen. In 1907 promoveerde hij en sinds 1913 had hij een eigen advocatenpraktijk. Hij was ook juridisch adviseur van rooms-katholieke, kerkelijke instanties.

### Politieke carrière
Rudolf Ramek sloot zich aan bij de Christelijk-Sociale Partij (Christlichsoziale Partei) en werd in 1913 voorzitter van Christelijk-Sociale Partij in de bondsland Salzburg. Van 17 oktober 1919 tot 24 juni 1920 was hij staatssecretaris van Justitie in het derde kabinet-Renner, nadien was hij van 1920 tot 1934 lid van de Nationale Raad (tweede kamer), echter met onderbrekingen tijdens zijn ministerschappen.
Rudolf Ramek was in 1919 lid van de Grondwetgevende Nationale Vergadering en in 1921 korte tijd bondsminister van Onderwijs. Op 20 november 1924 werd hij bondskanselier van een kabinet bestaande uit de Christelijk-Sociale Partij en de Groot-Duitse Volkspartij. Later stapte de Groot-Duitse Volkspartij (GDVP) uit het kabinet en regeerde Ramek alleen nog maar met zijn eigen Christelijk-Sociale Partij (CS). Ramek bleef tot 20 oktober 1926 bondskanselier.
Tijdens zijn ambtstermijn als bondskanselier viel het einde van de controle van de Volkenbond over de financiën van Oostenrijk.

### (Vice-)voorzitter van deNationale Raad
Rudolf Ramek werd in 1930 vicevoorzitter van de Nationale Raad. Op 30 maart 1933 trad de voorzitter van de Nationale Raad, Karl Renner (SDAPÖ), af om hierna al "gewoon" lid van de Nationale Raad deel te kunnen nemen aan een stemming van een wetsvoorstel van de CS die handelde over strafmaatregelen tegen stakende spoorwegarbeiders. Op deze wijze zou het wetsvoorstel met een meerderheid van één stem niet worden aangenomen. Ramek, die nu eerste voorzitter werd, trad onmiddellijk af om zitting te nemen bij zijn fractiegenoten en vóór de wet te stemmen. Vervolgens werd Sepp Straffner (GDVP) voorzitter, maar ook hij legde zijn ambt neer. Er ontstond een situatie waarin de grondwet niet voorzag. Bondskanselier Engelbert Dollfuss ontbond vervolgens de Nationale Raad. Deze daad werd gerechtvaardigd door een oude wet. Vervolgens werd een "rompparlement" ingesteld waarin geen sociaaldemocraten en communisten zitting hadden. Op 30 april 1934 zat hij in die functie de laatste zitting van dit rompparlement voor.
Rudolf Ramek overleed op 60-jarige leeftijd, op 24 juli 1941 in Wenen.

## Verwijzingen
1. ↑  Dr. Rudolf Ramek | Biografie von Dr. Rudolf Ramek[dode link]
2. ↑  idem
3. ↑  The Austrians. A Thousand-Year Odyssey, door: Gordon Brook-Shepherd, 1996, blz. 268